# Joseph-Armand Bombardier
Pour les articles homonymes, voir Bombardier.
Joseph-Armand Bombardier est un inventeur autodidacte, industriel et homme d'affaires québécois né le 16 avril 1907 à Valcourt et mort le 18 février 1964 à Sherbrooke. Spécialiste de la mécanique automobile, il est le fondateur de Bombardier et le concepteur de la motoneige moderne.

## Biographie

### Jeunesse
Joseph-Armand Bombardier est l'aîné d'une famille de huit enfants. Sa mère Anna Gravel et son père Alfred Bombardier sont des agriculteurs également propriétaires d'un magasin général,. Il grandit à Valcourt, un petit village de la vallée de la Rivière noire, dans les Cantons-de-l'Est.
Très jeune, le petit Joseph-Armand fait preuve d'un esprit vif et d'une grande créativité. Fasciné par la mécanique, dès l'âge de treize ans, il conçoit des jouets à l'aide de pièces d'engrenages, de ressorts et d'élastiques. Il fabrique ainsi des tracteurs miniatures pouvant se déplacer comme de véritables véhicules. Il fait ainsi preuve d'un savoir-faire et d'une intuition précoce pour l'apprentissage technique

### Études
Il fait son entrée au séminaire Charles-Borromée de Sherbrooke, en septembre 1921, à l’âge de 14 ans. Son père l’encourage à devenir prêtre mais le jeune homme persiste à modifier et à créer de nouveaux projets techniques, notamment un mini-canon fonctionnel ainsi qu'un premier engin à ski motorisé à l’âge de 15 ans.
Lors d’un de ses retours du séminaire, son père finit par reconnaître ses capacités de mécanicien et l’envoie, en 1924, apprendre le métier dans le garage Gosselin de Stukely-Sud. Il part ensuite à Montréal où il travaille comme mécanicien et poursuit le soir des cours de mécanique et d'électricité à la compagnie Ford.

### Débuts
En 1926, à l’âge de 19 ans, il ouvre son premier garage à Valcourt grâce à un prêt financier consenti par son père. Il réinvestit les petits profits qu'il tire de l'exploitation de son garage dans le développement de ses inventions.

### Développement de l'autoneige

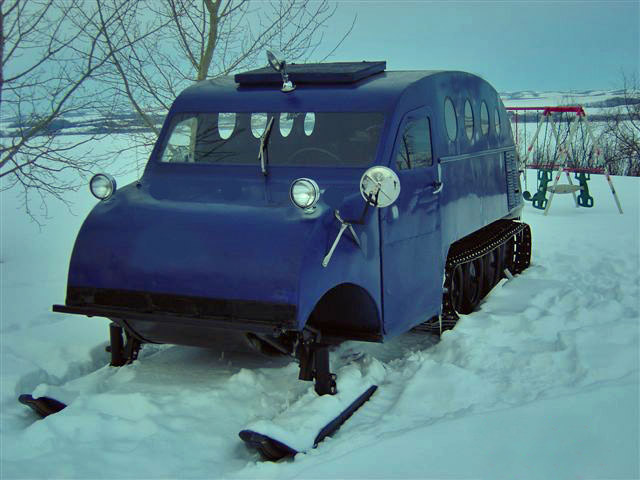
Autoneige Bombardier B-12 de série R

Dans les années 1930, les routes du Québec n’étaient pas déneigées, ce qui isolait ainsi les communautés rurales. Les déplacements étaient lents et difficiles, surtout lors de tempêtes et vents violents. Ce problème pousse alors des inventeurs, comme Joseph-Adalbert Landry de Mont-Joli, à réaliser des prototypes de véhicules pouvant se déplacer et rouler sur la neige. Landry présente alors son prototype, qui est une voiture Ford T équipée de patins à l'avant à la place des roues et d’une chenille souple à l'arrière, au salon de l’automobile de Montréal en 1924.
Au cours des années 1929 à 1934, aidé de ses frères, Joseph Bombardier laisse aller son imagination, essaie diverses formules, procède par essais et erreurs, tâtonne. Son but est de construire un petit véhicule léger pour une ou deux personnes.
En 1934, Joseph-Armand Bombardier décide de s’investir dans un nouveau prototype  après le décès de son fils Yvon, car il n’avait pas pu l’amener en urgence à l’hôpital à cause des routes bloquées par la neige. C'est un moment charnière dans sa vie, car, dorénavant, il aura comme objectif de mettre au point non pas un véhicule léger mais une autoneige d'une grande robustesse qui pourrait parfaitement remplacer les automobiles durant la saison froide. Ses premiers modèles sont fabriqués sur mesure, puis deviennent des variations d’un produit, pour ensuite devenir des produits standardisés. Ses premiers véhicules sont destinés à de riches clients et aux professionnels, comme les médecins auxquels l’invention sera précieuse pour visiter leurs clients. Par la suite, il crée des modèles plus abordables.
Le 21 décembre 1936, deux ans après la mort de son fils, il fait enregistrer son premier brevet et commence la production de son nouveau véhicule. Ensuite, il crée son premier engin, le B7 (B pour Bombardier et 7 pour sept passagers) doté du barbotin-chenille. Cette technologie est une chenille avec un engrenage recouvert de caoutchouc entraînant les roues arrière de l'engin. Puis, c’est ce système de traction partiellement en caoutchouc qui rend tous les véhicules de Bombardier beaucoup plus efficaces sur la neige, grâce à son adhérence, que tous les autres véhicules à chenilles de métal fabriqués à l’époque. Le B7 eut un grand succès. Huit engins trouvèrent preneurs en 1936, douze en 1937, cinquante en 1939, et on prévoyait des ventes accrues en 1940. En 1939, l’usine de Valcourt ne suffit plus à répondre à la demande. Bombardier décide de construire une nouvelle usine, avec une capacité de production de 200 véhicules par année. Celle-ci sera inaugurée le 29 janvier 1941 sous le nom de « L’Auto-Neige Bombardier Limitée ».
En cherchant à perfectionner le B7, il remarque l’accumulation de neige dans les roues arrière. Donc, en 1940, il commercialise une nouvelle version du B7 avec des roues pleines. Ensuite, en 1941, Bombardier met au point l’autoneige B12, qui pouvait transporter jusqu’à douze passagers. Ce modèle a une carrosserie d'un profil plus allongé, lui donnant une allure plus aérodynamique. Puis, le B12 devient la base de ses futurs modèles, par exemple le C18.

### Seconde Guerre mondiale
Les demandes grandissantes de véhicules civils seront freinées par la Seconde Guerre mondiale, ainsi que par les mesures de rationnement mises en place par le gouvernement canadien. La survie de l'entreprise est alors menacée mais le ministère des Munitions et des Approvisionnements demande alors à Bombardier de réaliser des modèles de véhicules de transport sur terrains enneigés pour les Forces canadiennes, qui pourraient, par exemple, être déployés en Norvège. Le B12 servira de base pour la conception de ces véhicules militaires.
Cette contribution de véhicules spécialement adaptés à divers types de terrain lui permet de développer plusieurs brevets. Les Forces armées canadiennes passant dès lors une grande commande dans des délais très restreints, Bombardier est confronté à un nouveau problème puisque l’usine de Valcourt est trop petite pour satisfaire cette demande. Au lieu d'agrandir celle-ci, il fait appel à la sous-traitance, mettant à contribution la presque totalité des garages et petites usines mécaniques de la région de Valcourt, ainsi que d'autres usines à Montréal, dont la firme Farand et Delorme. Joseph-Armand déménagera à Montréal afin de superviser la production. Pendant cette période, l’usine de Valcourt, tout en produisant des pièces détachées pour remplir le contrat gouvernemental, fabrique un certain nombre d'autoneiges civiles.

### Après-guerre et motoneige
Après la guerre, le B12 connait une grande popularité. Il est utilisé dans plusieurs domaines, pour toutes sortes d’usages. Cependant, le gouvernement québécois finit par généraliser le déneigement des chemins ruraux et J.-Armand Bombardier doit élargir son entreprise. Il la diversifie en fabriquant des véhicules tous-terrains. Le Muskeg, véhicule créé pour l’industrie forestière et minière, en est un exemple.
Insatisfait des fournisseurs de chenilles en caoutchouc, Bombardier commence à fabriquer ses propres chenilles. Ceci rend possible la production de petites motoneiges pour une ou deux personnes lorsque des petits moteurs fiables et légers à quatre temps apparaissent dans les années 1950. Son fils Germain participe aussi à la conception et l’élaboration de ces véhicules. Le premier modèle fabriqué en série sort en 1959. Il est construit en acier et a un châssis d’une seule pièce. Sa transmission est manuelle, le moteur léger est à quatre temps et les skis sont en bois. Sa vitesse maximale est de 25 milles par heure (40 km/h). Durant les années suivantes, Bombardier apporte plusieurs modifications à ces modèles.
Après le décès de Joseph-Armand Bombardier en 1964, l’entreprise Bombardier Inc. se développe pour devenir une des multinationales les plus influentes dans l’industrie.

### Vie privée
Le 7 août 1929, Joseph-Armand épouse Yvonne Labrecque. Le couple aura six enfants.

### Décès
Joseph-Armand Bombardier meurt le 18 février 1964, des suites d'un cancer de l'estomac. Il est inhumé dans le cimetière de Valcourt.

## Honneurs
- Le 24 avril 1979, Joseph-Armand Bombardier entre au Temple de la renommée des hommes d'affaires canadiens[13],[14] ;
- En 1991, on lui décerne à titre posthume le Prix de carrière du Conseil du patronat du Québec ;
- En 1992, il est élu au Le Panthéon canadien des sciences et du génie[2].

## Hommages
- Fondation J. Armand Bombardier - organisme philanthropique créé en 1965, par sa veuve. Sa mission est de « perpétuer l’œuvre humanitaire de Joseph-Armand Bombardier et de contribuer à la réalisation de la responsabilité sociale de Bombardier »[15];
- Le 5 juin 1994, Joseph-Armand Bombardier a été désigné Personnage historique national[16] par le gouvernement du Canada. Les personnages historiques nationaux sont ceux qui, « par leurs paroles et leurs gestes, ont apporté une contribution unique et durable à l’histoire du Canada » et « revêtent une importance historique nationale »[17] ;
- Maison Joseph-Armand-Bombardier - Monument historique - Loi sur les biens culturels - Citée le 7 avril 2003[5];
- La ville de Montréal nomme un boulevard le boulevard Armand-Bombardier et la ligne d'autobus 44 de la Société de transport de Montréal est nommée Armand-Bombardier[18] ;
- Il existe une rue J.-A.-Bombardier à Valcourt, village de sa naissance. On relève, dans la banque de données de la Commission de toponymie du Québec, plus d'une vingtaine d'autres voies publiques (rues, avenues, chemins) au Québec honorant sa mémoire, ayant l'une ou l'autre des graphies suivantes : Joseph-Armand Bombardier, J.-A.-Bombardier, Armand-Bombardier, Bombardier). Parmi les villes concernées, mentionnons Anjou (Montréal), Racine, Val d'Or, Gatineau, Granby, Lévis, Québec, Terrebonne, Sainte-Julie, Brossard, Saint-Léonard (Montréal), Laval, Mirabel et Sherbrooke[19] ;
- Le 11 septembre 1971, le musée J. Armand Bombardier est inauguré en son honneur dans son village natal de Valcourt. Fermé en 2016 pour rénovation et agrandissement, il a rouvert l'année suivante et porte désormais le nom de Musée de l'ingéniosité J. Armand Bombardier[20] ;
- En 1987, l'Université de Sherbrooke fait la dénomination du Pavillon J.-Armand-Bombardier qui abrite la faculté de génie ;
- Le 26 mai 1995, deux timbres représentant des véhicules de Joseph-Armand Bombardier sont émis par Postes Canada ;
- Le 17 mars 2000, le gouvernement du Canada a émis un timbre-poste en l'honneur de Joseph-Armand Bombardier ;
- Le 17 mai 2004 a eu lieu l'inauguration du pavillon Joseph-Armand Bombardier qui abrite l'École polytechnique de Montréal et l'Université de Montréal ; un bâtiment de 16 250 m2 (175 000 pi2) pour la recherche et le développement ;
- Le 28 septembre 2004, l'autoroute 55 devient l'autoroute Joseph-Armand-Bombardier ;
- Un parc public de Montréal, situé sur le boulevard Armand-Bombardier, dans l'arrondissement de Rivière-des-Prairies–Pointe-aux-Trembles, porte également son nom[21].